# L'Ingrate
Pour plus de détails, voir Fiche technique et Distribution.
L'Ingrate (titre original : The Ingrate) est un film muet américain réalisé par D. W. Griffith, sorti en 1908.

## Synopsis
Un homme veut séduire la femme du trappeur qui l'a sauvé.

## Fiche technique
- Titre : L'Ingrate
- Titre original : The Ingrate
- Réalisation : D. W. Griffith
- Scénario : Stanner E. V. Taylor[1] et/ou D. W. Griffith
- Société de production et de distribution : American Mutoscope and Biograph Company[2]
- Photographie : Arthur Marvin et G. W. Bitzer
- Pays de production :  États-Unis
- Format[3] : Noir et blanc - Muet - 1,33:1 ou 1,37:1[1] - 35 mm[1],[4]
- Longueur de pellicule : 893 pieds (272 mètres[4])
- Genre : Film d'aventure, Film d'action[3]
- Durée : 15 minutes (à 16 images par seconde)[3]
- Date de sortie : 
  - États-Unis : 20 novembre 1908

## Distribution
Les noms des personnages proviennent de l'Internet Movie Database.
- Florence Lawrence : la femme du trappeur
- Arthur V. Johnson : le trappeur
- George Gebhardt : le canuck
- Herbert Yost[5]

## Autour du film
- Les scènes du film ont été tournées les 2 et 28 octobre et le 2 novembre 1908 dans le studio de la Biograph à New York et à Cos Cob, dans le Connecticut.

### Source
- Jean-Loup Passek et Patrick Brion, D.W. Griffith : Le Cinéma, Paris, Cinéma/Pluriel - Centre Georges Pompidou, 1982, 216 p. (ISBN 2-86425-035-7)